# Илийно
Илийно (болг. Илийно) — село в Болгарии. Находится в Тырговиштской области, входит в общину Омуртаг. Население составляет 645 человек (2022).

## Политическая ситуация
В местном кметстве Илийно, в состав которого входит Илийно, должность кмета (старосты) исполняет Ерол Сабриев Мустафов (Движение за права и свободы (ДПС)) по результатам выборов.
Кмет (мэр) общины Омуртаг — Неждет Джевдет Шабан Движение за права и свободы (ДПС)) по результатам выборов.